# K'
K'（ケイ・ダッシュ）は、SNK（SNKプレイモア）の対戦型格闘ゲーム『ザ・キング・オブ・ファイターズ』シリーズに登場する架空の人物。

## キャラクター設定
『ザ・キング・オブ・ファイターズ』（以下『KOF』と表記）シリーズ2代目（ネスツ編(『'99』〜『2001』)）の主人公。秘密組織「ネスツ」の手により草薙京の遺伝子を移植された改造人間。炎を操る能力を持つが、右腕からしか炎が出ない上に自己制御も出来ず、一度暴走が起こると常に炎が放出された状態になる。右手には赤色の制御用グローブを装着している（炎が出せない左手にはオープンフィンガーの黒いグローブを着用）。また、グローブを付けていても制御が効かなくなることがある。
初出作品の『KOF'99』（以下『'99』と表記）ではネスツに所属していたが、失われた過去の記憶を取り戻すためマキシマと共に脱走して反旗を翻した。組織が壊滅した後も、記憶は断片的にしか戻っていない。『KOF2000』（以下『2000』と表記）のエンディングにて、ウィップによく似た少女のことを思い出したが、これは彼の死んだ実の姉（セーラ）で、ウィップは姉のクローン人間であることが嬉野秋彦の小説『The King Of Fighters 2001 - The Gods Themselves』で明らかになった。誕生日は不明であるが、年齢については「16〜18歳」という設定になっている。
マキシマとはネスツ在籍時の『'99』からチームを組み、以来ずっと行動をともにしている。他のチームメイトは『'99』では二階堂紅丸と矢吹真吾、『2000』ではヴァネッサとラモン、『KOF2001』（以下『2001』と表記）ではウィップと麟。『KOF2002』（以下『2002』と表記）と『KOF2003』（以下『2003』と表記）はK'・マキシマ・ウィップの3人チームで、『KOF XI』（以下『XI』と表記）ではウィップが抜けてクーラ・ダイアモンドが入った。チーム名は、『'99』〜『2001』までは「主人公チーム」、『2003』からは「K'チーム」である。
草薙京が「既存の古武術とそれに対する自分なりの改良のハイブリッド」であるのに対し、K'は「強化された肉体と純粋な暴力のハイブリッド」である。
雑誌など各種メディアにおいて「K'が（草薙京の）クローン」と勘違いされることもあるが、京の遺伝子を人為的に移植されただけの普通に生まれた人間である。また、ネスツ幹部のクリザリッドはK'のクローンである。
コスチュームは登場以来ずっと黒い革の上下で、背中には白抜きで「A BEAST OF PREY」（直訳：肉食獣）という英文が書かれている。ただし日常生活でもこの恰好であるわけではないようで、エンディングシーンでは私服姿も見せている。イメージイラストではサングラスをかけている場面が多い。ちなみに上記の私服姿の際にもサングラスをかけている。戦闘前の登場シーンにサングラスを外して懐に仕舞うものがあり、超必殺技の「チェーンドライブ」を発動する際には取り出したサングラスを前方へ投げ付ける。
『KOF XIII』（以下『XIII』と表記）からはサングラスをかけたまま戦い、「チェーンドライブ」もかけているサングラスを外して投げるようになっている。また、ニュートラルモーションも右手を腰に当てたものに変更されている。
作品によって声の感じが異なる。『2002』では声のトーンとテンションが高いが、『XI』ではドスの利いた低い声であったりする。
外部出演では『KOF MAXIMUM IMPACT』（以下『MI』と表記）シリーズと『ネオジオバトルコロシアム』（以下『NBC』と表記）に登場している。

### 人物
記憶喪失と改造手術による影響からか、性格は非常に内向的かつ無愛想。協調性にも大きく欠けており、嫌いなものに「KOF」を挙げるなど、他人と馴れ合うのを極度に嫌がる。口調は粗暴で、あまり多くは喋ろうとしないが、仲間思いな面もある。クーラ曰く「可愛いところ」があるらしく、本当は素直になれないだけという一面が窺える。
推定未成年でありながら『'99』の主人公チームのチームストーリーでは喫煙しており、好きな食べ物にビーフジャーキーを挙げているのも「酒と一緒に食べると美味いから」という理由。その一方で、マキシマの甘党ぶりにはうんざりしており、その影響で甘い物が嫌いになっている。
マキシマとはお互い信頼しあう仲で、彼に対しては不器用ながらも心を開いている。当初は敵対したクーラのことは悪く思ってはいないようだが、『2001』でネスツ壊滅後にダイアナとフォクシーと共に仲間になった後、実の妹の様に大切にして、仲良く接する一方でペロペロキャンディーを向けられたりして迷惑がっている。姉のクローンであるウィップは、彼女の方が外見年齢的には下であるために複雑である様子。『2001』でネスツ壊滅後にクーラ、フォクシーと共に仲間になったダイアナには非常に嫌われている。その理由は、クーラがK'の影響で粗暴な性格になる事を恐れてか、K'と実の兄妹の様に仲が良い事を快く思っておらず、K'自身もダイアナのことを嫌っている。
草薙京に対しては『MI』シリーズと『XIII』にて鬱陶しがる様子が見受けられ、京もそれを受け入れ迎え撃つ姿勢でいる。

## ゲーム上の特徴
ジャンプ攻撃はどれも攻撃判定が強く設定されているものが多く、接近戦に持ち込んで連続技を決めてダメージを与えるのが基本。前方へすばやく飛び回し蹴りを放つ「ミニッツスパイク」は、奇襲手段のほかに連続技にも組み込める。一時的に姿を消しながら前方へ高速で移動する「ブラックアウト」は、使い方次第で相手を幻惑したり、攻撃をかわす手段として使える。
飛び道具としては「セカンドシュート」があるが、最初に「アイントリガー」を出す必要があるため、とっさに飛び道具を出すということができない。超必殺技の「チェーンドライブ」は、『'99』では発生が遅く使いにくいが、後の作品でそれが改良され、連続技に組み込むことが可能になった。「ヒートドライブ」は、相手の攻撃と相討ちになったとしても、一撃技であるゆえに一定のダメージを与えることが可能な点が長所である。

## 技の解説
以降での「右手」「左手」は前述のキャラクター設定に準じた形で記述しているが、ゲーム中でのグラフィックは左右反転で処理されているため、左向きの時（2Pで対戦を開始した場合の向き）はこれらが逆になる。

### 特殊技
ニーアサルト
その場を軽く飛び、頭をめがけての飛び膝蹴り。『'99』では通常技の強攻撃キャンセルで出しても連続で繋がらないが、『2000』以降からは繋がるようになった。ここからさらにキャンセルで必殺技に繋ぐことができるが、飛び蹴りである関係上、宙に浮いているので、空中で出せる技（ミニッツスパイク）しか出せない。
ワンインチ
片手の拳を伸ばし、僅かな距離を開けてパンチを打ち込む寸勁（ブルース・リーが使用したいわゆる「ワンインチパンチ」）。単体で出すとやや出が遅く、ヒット効果は吹き飛びダウンで、キャンセルも不可。通常技キャンセルで出すと発生が早くなって通常技から連続ヒットし、ヒット効果はのけぞりとなり、ここからさらに必殺技でキャンセルができる。
『XIII』以降は単体で出した際のダウン効果が変更され、相手がその場に崩れ落ちるようになった。
スナイパーサイド
踏み込みつつハイキックを放つ。初出は『XI』。『XI』ではワンインチよりこちらが連続技に組み込まれることが多い（キャンセル受け付け時間がワンインチより長い）。

### 通常投げ
スポットパイル
相手の姿勢を瞬時に崩し、前のめりになった相手の延髄に肘を打ち込んでその場に倒す。
『XIII』以降は右手を腰に当てたまま、左手のみ使って相手を掴むようになった。
ニーストライク
相手を引き寄せ、前のめりになった相手の顎に膝蹴りを浴びせて、反対方向に押し倒す。
スパイクライド
下段の蹴りで相手の姿勢を崩し、さらに相手の体を駆け上がって跳び回し蹴りで蹴り倒す。初出は『XI』。

### 必殺技
アイントリガー
右手を振り上げて、前方に火の輪を発生させる。なお、「アイン」（ein）とは、「1」を意味するドイツ語。
セカンドシュート
「アイントリガー」からの派生技。火の輪を前方へ向けて蹴り飛ばす飛び道具。
セカンドシェル
「アイントリガー」からの派生技。火の輪を大きく蹴り上げる、ヒット時は相手を浮かし、相手の体に食らい判定を残す。
セカンドスパイク
「アイントリガー」からの派生技。火の輪を足に纏わせて、前方に飛び蹴りをする。『KOF2002 UNLIMITED MATCH』（以下『2002UM』と表記）で追加。
セカンドウィップ
「アイントリガー」からの派生技。火の輪を下へと振り払って炎の壁で前方を覆い、相手に当たった場合は地面に叩き付ける。『KOF XIV』（以下『XIV』と表記）で追加。
セカンドナックル
「アイントリガー」からの派生技。火の輪を拳に纏わせつつ突進し相手を殴り付ける。『XIV』で追加。

ブラックアウト
一瞬姿が消えるほどの高速移動技。接触判定が無いため、相手をすり抜けることも可能。作品によっては「アイントリガー」からの派生技としても出せる。
クロウバイツ
炎を宿した腕を振り上げながら飛び上がる対空技。弱はその場で小さくジャンプし、強は斜め前に大きくジャンプする。強で出した場合のみ、蹴りの追撃が可能（技名はただ「追加攻撃」となっているが、『MI2』と『MIA』では「エアスパイク」の名称で使用）。
ミニッツスパイク
前方へ勢い良く飛び蹴りを放つ。空中でも出すことが可能。作品によっては「クロウバイツ」の追加攻撃をキャンセルしても出せる。ガードされた際、先端をめり込ませるように当てるとK'本体に隙が生じる。
ナロウスパイク
地上版「ミニッツスパイク」（『2002UM』では強のみ）からの派生技。「ブラックアウト」と同じ動作でスライディング攻撃を行う。元々はストライカー動作で、『2001』から通常の必殺技となった。作品によっては「アイントリガー」からの派生技としても出せる。
エアトリガー
空中で斜め下に炎を蹴り飛ばす飛び道具。作品によっては地上版「ミニッツスパイク」からの派生技としても出せる。また、『MI2』と『MIA』では名称が「エアートリガー」となっている他、強で出すと真横に炎を蹴り飛ばすようになっている（「ミニッツスパイク」から追加（ヒット時限定）で出す事も可能）。初出は『2003』。

### 超必殺技
ヒートドライブ
炎を燃やした右手を前面にかざし、高速で突進する技。ボタンの長押しでタメが可能。作品によって移動距離や発生速度が違ったり、最大タメでガード不能になったり、すり抜けずに相手の前で止まったりする場合がある。
チェーンドライブ
胸元からサングラスを投げつけ、ヒットの後突進して肘打ちを入れ乱舞を繰り出す技。このサングラスは通常の飛び道具を相殺しつつ飛んでいく。その場合、飛び道具を相殺した直後に、K'本体が相手の目の前に瞬時に移動して乱舞攻撃が発動する。サングラスをガードされた場合は突進もガードされて乱舞が発動せず、サングラスが空振りした場合はK'本体に大きな隙が生じる。『2003』以降のリーダー超必殺技版では乱舞の構成が大幅に変わり、「ヒートドライブ」を止めに決める。『XIII』以降は、かけているサングラスを外して投げつけ、突進後の肘打ちがヒットした後に跳ね返ってきたサングラスをキャッチしてかけ直す演出が入る。
クリムゾンスターロード
相手に向かって歩き、ヒット後はK'が相手の背後に回りこんだ後、相手を爆発させて打ち上げる（原理は不明）。『MI2』では、背後に回りこむと同時に相手をボコボコに殴るカウンター技となっている（こちらの原理は“ヒット・アンド・アウェー”であると考えられる）。
『2002』と『KOF NEOWAVE』ではMAX2でガード不能技、『MI2』では通常の超必殺技で当て身技である（『MI2』では攻撃を受けるまでは暗転しないので使いやすかったが、『MIA』では技を出した瞬間に暗転するようになったため、見切られやすくなっている）。
『2002UM』では攻撃が当たるまでは暗転しないほか、緊急回避動作と見分けがつきにくいほど発生が早くなっている。
技名の元ネタはOVA『銀河英雄伝説』第107話 深紅の星路（クリムゾン・スターロード）。
ヘブンズドライブ
「クロウバイツ」を2回繰り出し、最後に空中から蹴り落とす技。初出は『2003』。『NBC』では「クロウバイツ」を3度放つ技となっている。
ハイパーチェーンドライブ
『XIII』におけるNEO MAX超必殺技。自身を中心に巨大な火柱を発生させる。『XIV』『XV』でもCLIMAX超必殺技として使用する。

## 担当声優
- 松田佑貴（『'99』 - 『XIII』まで）
- 川原慶久（『XIV』以降の関連作品）
- 小野友樹（『for GIRLS』のみ[5]）

## テーマ曲
- KD-0079[注 6] - 『'99』（主人公チーム）、『2002』（KOF'99チーム）、『XIV』（VS ラルフ・ジョーンズ、「-KOF XIV ver.-」）
- KD-0084 - 『2000』（主人公チーム）
- BIG PAIN - 『2001』（主人公チーム）
- KD - 『2003』（K'チーム）
- KDD-0075 - 『XI』（K'チーム）
- KD-0079＋ - 『2002UM』（K'チーム）
- KDD-0063 - 『XIII』（K'チーム）
- KD-SR - 『XIV』（K'チーム）
- KD-009q - 『XV』（K'チーム）

## 関連人物
- マキシマ - 相棒
- ウィップ - ネスツ離反仲間。死亡した実姉（セーラ）のクローン
- クーラ・ダイアモンド - ネスツ離反仲間である妹分。もともとはK'を倒すために作られた改造人間
- 草薙京 - 炎の力の移植元。ライバル
- クリザリッド - K'のクローン
- ネームレス - K'と京の遺伝子を掛け合わせた実験体
- K9999 / クローネン・マクドガル - 京の9999人目のクローン。敵対関係、ライバル
- 二階堂紅丸 - 『KOF'99』でのチームメイト
- 矢吹真吾 - 『KOF'99』でのチームメイト
- ヴァネッサ - 『KOF 2000』でのチームメイト
- ラモン - 『KOF 2000』でのチームメイト
- 麟 - 『KOF 2001』でのチームメイト
- ハイデルン  - ウィップの上司。ネスツ壊滅後に協力